# Existenzminimum
Il concetto del soddisfacimento di tutte le necessità primarie legate all'abitazione ha sviluppato, agli inizi del Novecento in Germania soprattutto, una nuova corrente che ha avuto esponenti illustri quali progettisti.
Alcuni di essi hanno sviluppato una branca dell'existenzminimum legata ad una clientela che, potendo contare su risorse economiche maggiori, non voleva rinunciare ad ottimizzarle riducendo gli sprechi.
È quindi l'inizio dell'analisi ergonomica, del risparmio energetico ed anche della stessa edilizia bioclimatica e del riuso dei materiali da costruzione degli edifici, legata all'ottimizzazione delle risorse impiegate durante la realizzazione, l'uso e manutenzione degli involucri stessi.
Existenzminimum, ossia l’Abitazione per il livello minimo di esistenza. Questo era il titolo del II CIAM (Congresso Internazionale Architettura Moderna) tenutosi nel 1929 a Francoforte. In occasione di questo evento si è discusso sull’organizzazione degli spazi domestici, analizzando questioni morfologiche, dimensionali e distributive nell’obiettivo di realizzare alloggi, come disse Ernst May, fatti in modo da soddisfare le esigenze materiali e spirituali dei loro abitanti.
La crisi economica del 2008 e il conseguente aumento dei prezzi degli appartamenti metropolitani ha portato sempre più persone, per lo più single, a doversi adattare a monolocali o bilocali di piccola metratura, stretti, sottodimensionati e talvolta mal progettati. Tuttavia i bravi architetti hanno colto la sfida e trasformato un disagio in un’opportunità. Oggi le microcase sono diventate uno status symbol: arredi a scomparsa, spazi ibridi, moduli multifunzione e su misura. Super tecnologiche, innovative, smart e dotate di ogni comfort.
Nel 2013 Renzo Piano all’interno del Vitra Campus a Weil am Rhein ha progettato Diogene, una mini casa sperimentale, per testarne le potenzialità. Spazi minimi, alleati di una visione devota all’essenziale e all’etica sostenibile, sono celebrati negli ultimi anni da movimenti americani quali Tiny House Movement o Small House Society che cercano di spiegare come la vita semplice, composta da pochi metri quadri, pochi oggetti, poche spese, sia più libera. Anche il Giappone, sulla scia delle capsule residenziali di Ginza di Kishō Kurokawa degli anni 70, studia micro case dalle forme curiose e dal design futuristico.
Alcuni esempi, tra Milano, Rotterdam e Taipei.